# Джалаль Чафай
Джалаль Чафай (нар. 22 січня 1980) — колишній марокканський тенісист.
Найвищу одиночну позицію світового рейтингу — 546 місце досяг 14 липня 2003, парну — 674 місце — 23 лютого 2004 року.

## Фінали ITF Ф'ючерс

### Одиночний розряд: 2 (1–1)
| Результат | В-П | Дата     | Турнір             | Покриття | Суперник              | Рахунок             |
| --------- | --- | -------- | ------------------ | -------- | --------------------- | ------------------- |
| Поразка   | 0–1 | Сер 1999 | Марокко F1, Танжер | Ґрунт    | Рубен Рамірес Ідальго | 6–2, 3–6, 1–6       |
| Перемога  | 1–1 | Тра 2003 | Алжир F2, Алжир    | Ґрунт    | Борис Боргула         | 7–6(6), 6–7(3), 6–4 |

### Парний розряд: 3 (1–2)
| Результат | В-П | Дата     | Турнір               | Покриття | Партнер        | Суперники                                 | Рахунок          |
| --------- | --- | -------- | -------------------- | -------- | -------------- | ----------------------------------------- | ---------------- |
| Перемога  | 1–0 | Чер 2001 | Марокко F2, Марракеш | Ґрунт    | Мохаммад Гаріб | Кейн Дьюгерст Девід Мак-Намара            | 7–5, 4–6, 7–6(8) |
| Поразка   | 1–1 | Кві 2003 | Алжир F1, Sidi Fredj | Ґрунт    | Рабіє Чакі     | Давід Корс-Парес Габрієль Трухільйо Солер | 5–7, 2–6         |
| Поразка   | 1–2 | Сер 2003 | Єгипет F1, Каїр      | Ґрунт    | Талаль Ухабі   | Карім Маамун Мохамед Мамун                | 4–6, 3–6         |